# Nestabilni prsni koš
Nestabilni prsni koš je po život opasno stanje ozljede prsnog koša, odnosno loma tri ili više susjednih rebara na dva ili više mjesta. Lomovi se mogu javiti i na prednjoj i na stražnoj strani prsnog koša. Navedeno stanje prepoznaje se pojavom paradoskalnog disanja: pri udahu koš se nadima, a pri izdahu skuplja.